# Янушковичи (Логойский район)
Янушковичи (бел. Янушкавічы) — деревня в Логойском районе Минской области Беларуси. Административный центр Янушковичского сельсовета.

## География
Расположена на пересечении автодороги Р66 Калачи—Логойск, в 18 км от города Логойска и в 50 км от Минска.

## История
Янушковичи впервые упоминаются в письменных источниках в начале XVI века. Тогда Янушковичи входили в состав Минского воеводства Великого княжества литовского. В 1508 году согласно подтверждающей грамоте великого князя литовского Сигизмунда I городничий Минского воеводства Пётр Оношко. получил на вечные времена пустую землю, которая носила название Янушковичи, в Гайненской волости.
В первой половине XVIII века Янушковичи были деревней, центр одноимённого поместья, были собственностью ксендзов-иезуитов в Минском воеводстве, переданной им предыдущим владельцем священником-иезуитом поэтом Юзефом Бака. Поместье тот унаследовал от своего отца — скарбника минского Адама Баки. В 1733 году построена деревянная церковь. В 1742 году в Янушковичах насчитывалось 15 дворов, 4 из которых пустовали, деревня по-прежнему была собственностью католической церкви.
В конце XVIII века деревня и поместье Янушковичи уже были в собственности помещиков Есьманов. Деревня перешла в состав Российской империи после второго раздела Речи Посполитой в 1793 году. В 1795 году деревня, 13 дворов, 104 жителя, собственность Есьмана. В первой половине XIX века поместье состояло из усадьбы Янушковичи и застенка Ольховец. В 1839 году была построена православная церковь Рождества Богородицы. В 1846 году в деревне упоминается 830 десятин земли, водяная мельница, две корчмы, паровая пивоварня. В 1870 году упоминается как собственность помещицы в Гайно-Слободской волости Борисовского уезда Минской губернии. В этом же году в Янушковичский приход входили 13 деревень, 1560 прихожан. При церкви работало церковно-приходское попечительство, иногда работала церковно-приходская школа. В 1897 году село с 11 дворами, 62 жителей, имелись церковь, церковно-приходская школа, магазин, питейный дом), в деревне 21 двор, 153 жителей, в поместье 10 жителей, по-прежнему в Гайно-Слободской волости Борисовского уезда Минской губернии. В этом же году построено народное училище, для которого в 1900 г. построено собственное здание.
В начале XX века село, центр сельской общины, в которую входили 12 деревень. В 1917 году на базе народного училища создана начальная школа, в которую ходили дети из деревень Слижино, Жиличи, Якубовичи Боровые и Якубовичи Горовые. С 20 августа 1924 года деревня Янушковичи является центром Янушковичского сельсовета Логойского района Минского округа (до 26 июля 1930 года). С 20 февраля 1938 года включена в состав Минской области. Был создан колхоз «Будёновец», работал обойный завод, имелись водяная мельница и кузница. В 1941 году в деревне было 45 дворов, 225 жителя.
Во время Великой Отечественной войны с начала июля 1941 года до начала июля 1944 года деревня была оккупирована немецко-фашистскими захватчиками. Они сожгли 3 двора, убили четверых жителей, ещё четверых вывезли в Германию. 22 жителя деревни погибли на фронте, четверо — в партизанской борьбе. В боях за освобождение деревни погибли четверо советских воинов и 8 партизан.

## Население
В 1969 году в деревне было 138 двора, 463 жителя, в 2003 году — 190 хозяйств, 528 жителей. По переписи населения Республики Беларусь в 2009 году, в Янушковичах проживало 437 человек.

## Инфраструктура
Основа экономики — сельское хозяйство.
Расположено ООО «СНБ-АГРО», Дом культуры, библиотека, средняя школа, детский сад, больница, отделение связи, комбинат бытового обслуживания, магазин.

## Достопримечательности
- На территории деревни находится памятник с надписью «Здесь, в доме Вербицкой Ф. А., в 1943 году была передана мина Герою Советского Союза Осиповой М. Б.». Впоследствии мина была использована советской разведчицей[5] Еленой Мазаник для уничтожения генерального комиссара Беларуси Вильгельма Кубе во время немецкой оккупации в период Великой Отечественной войны.
- Воинский мемориал.
- Церковь Рождества Пресвятой Богородицы.

## Галерея

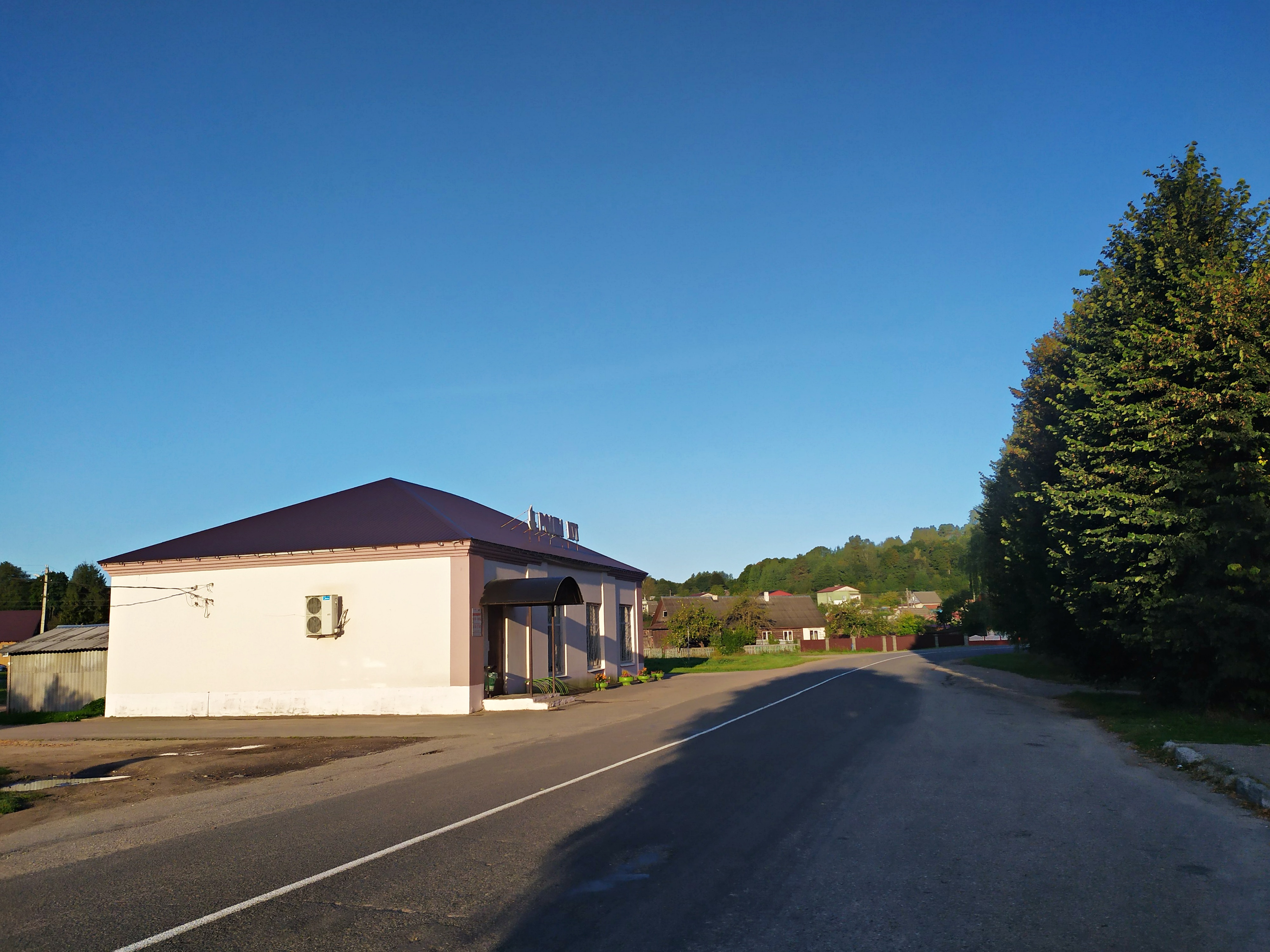
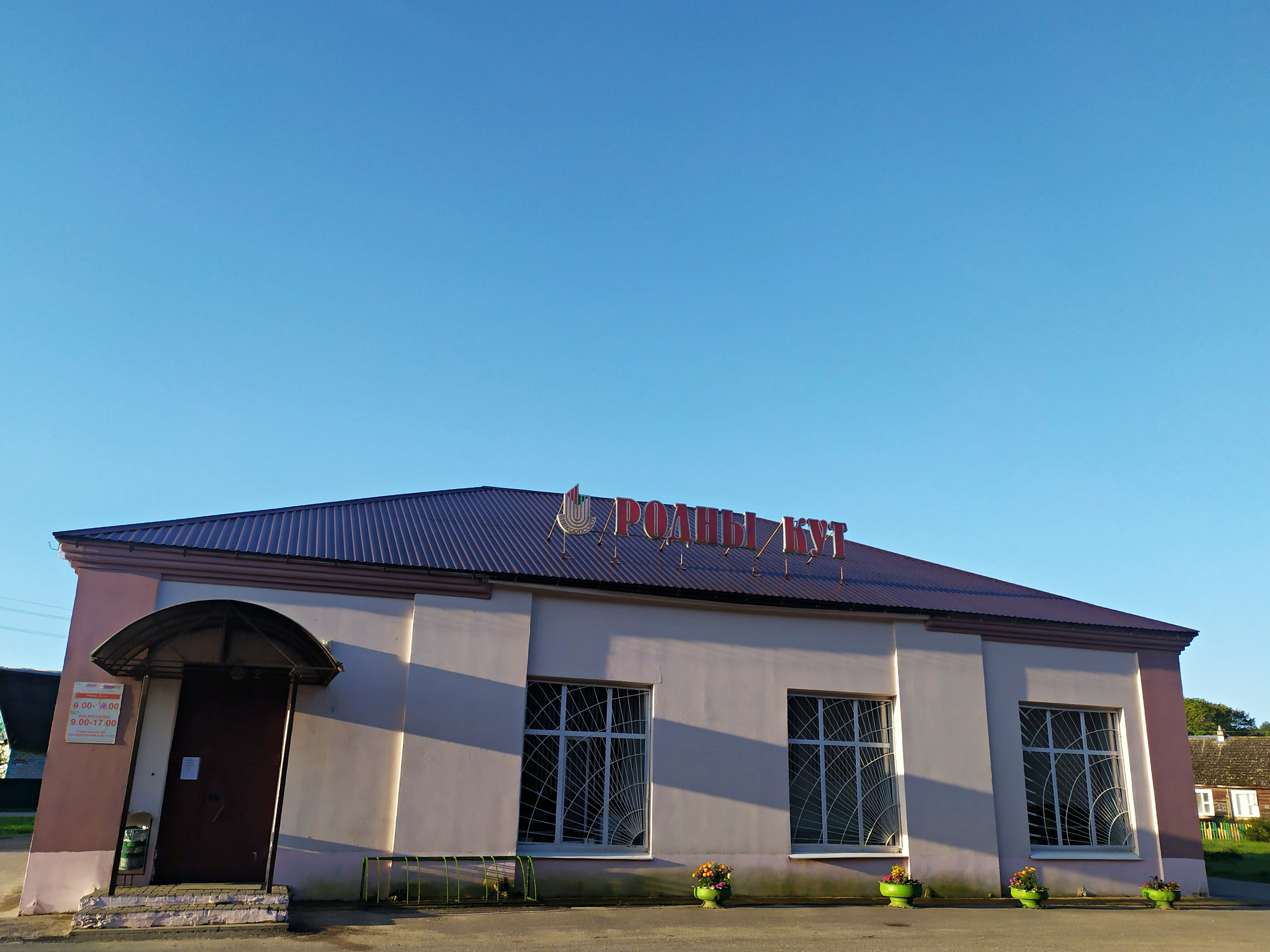
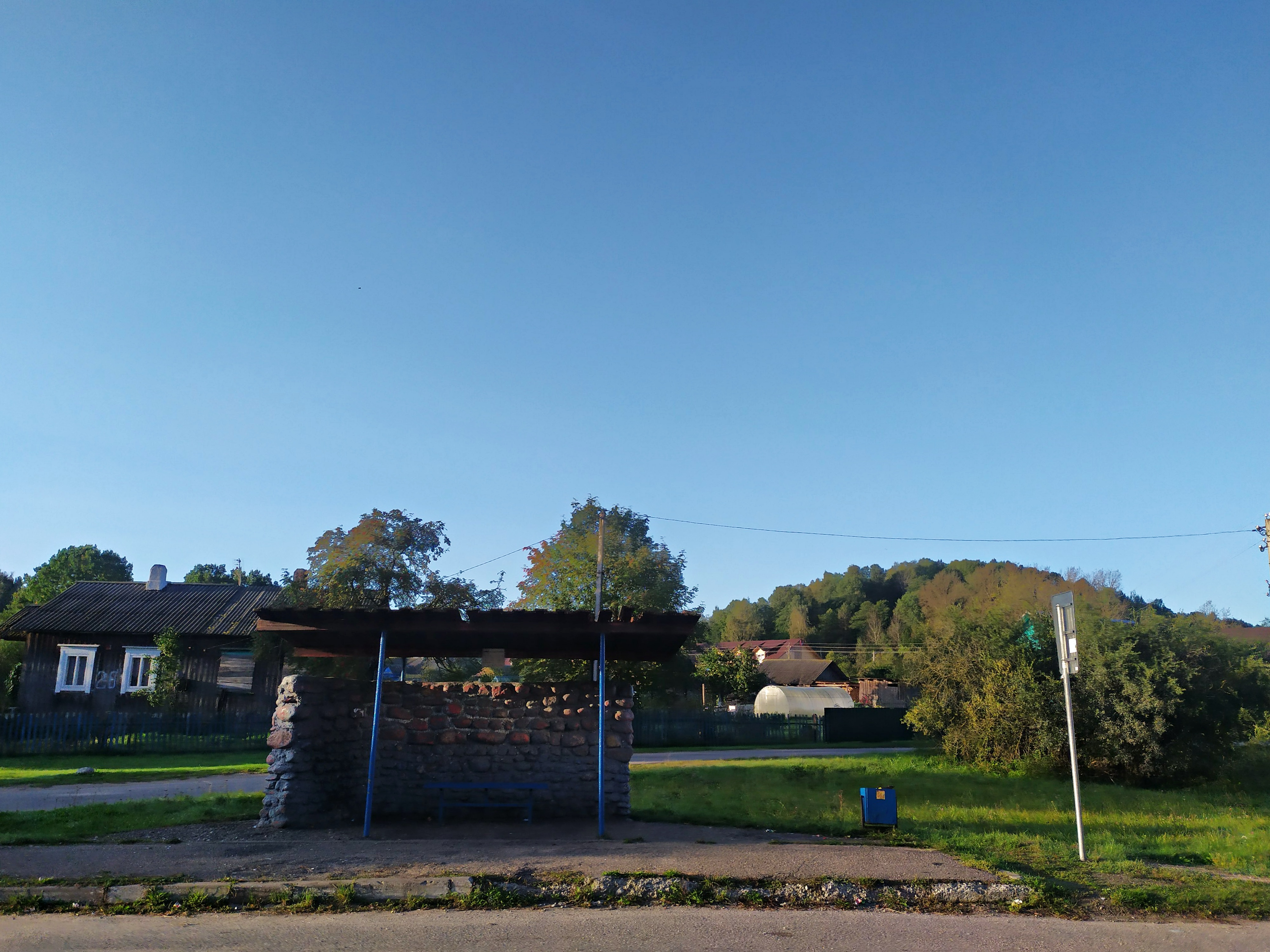
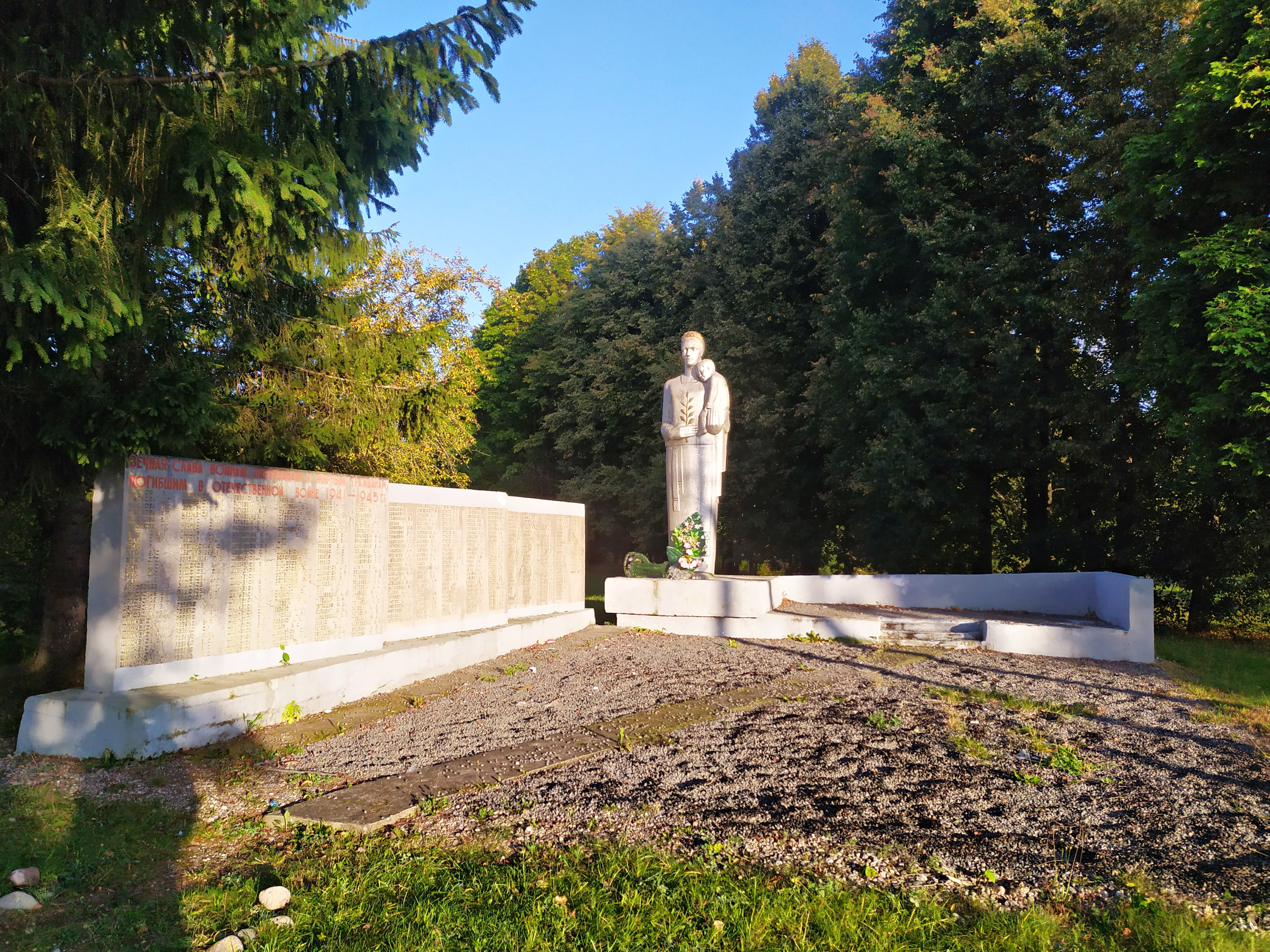
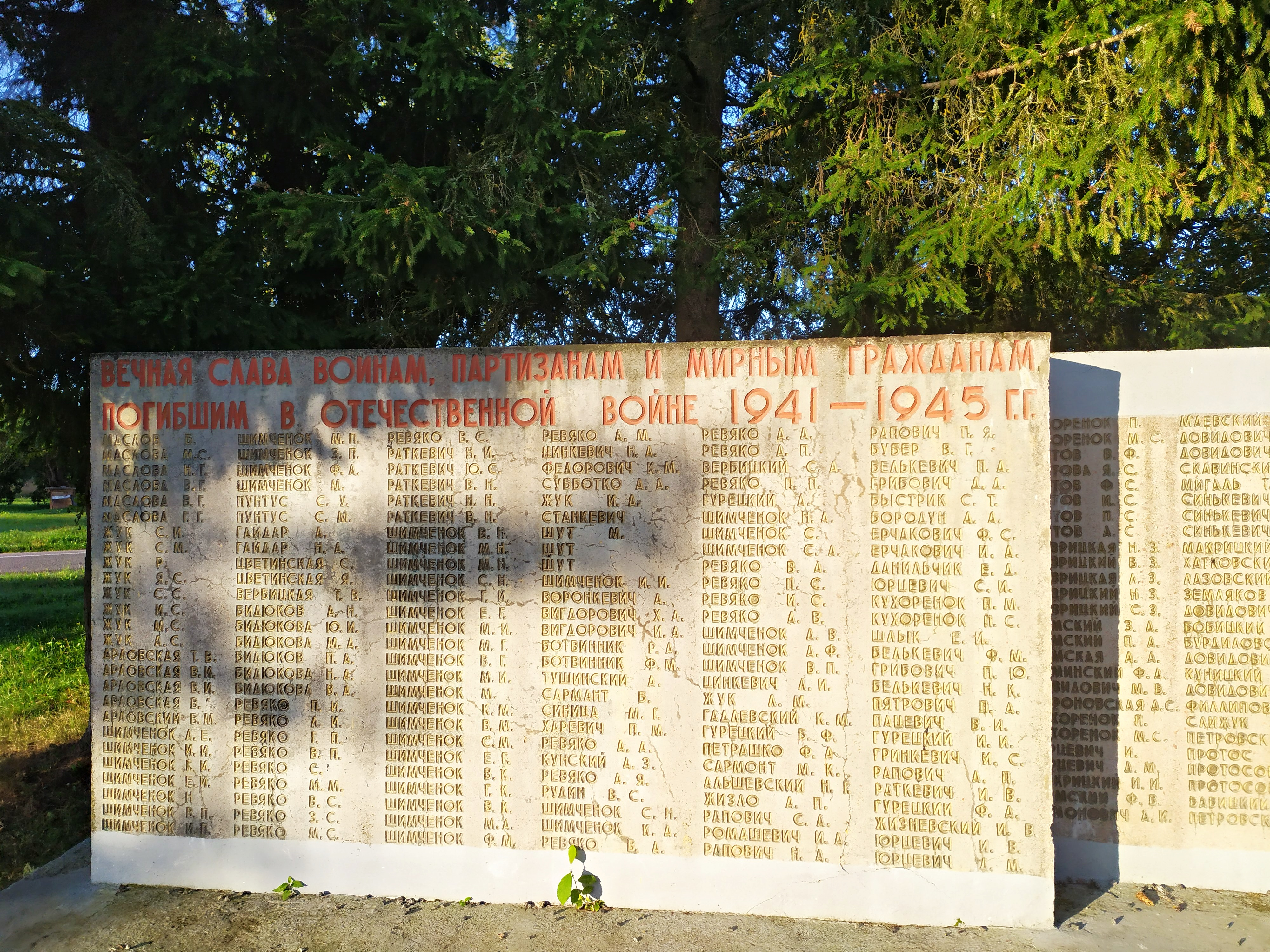
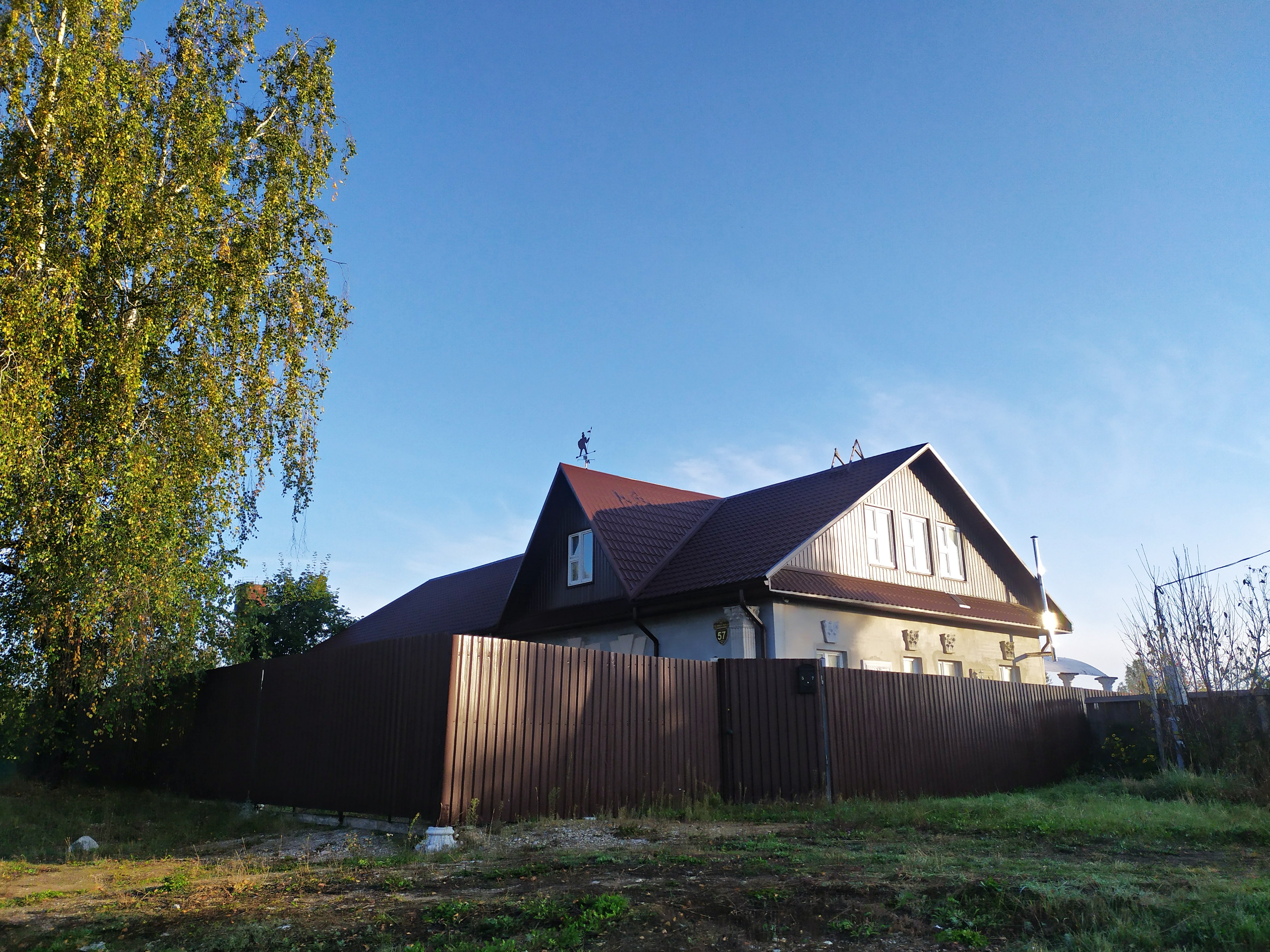
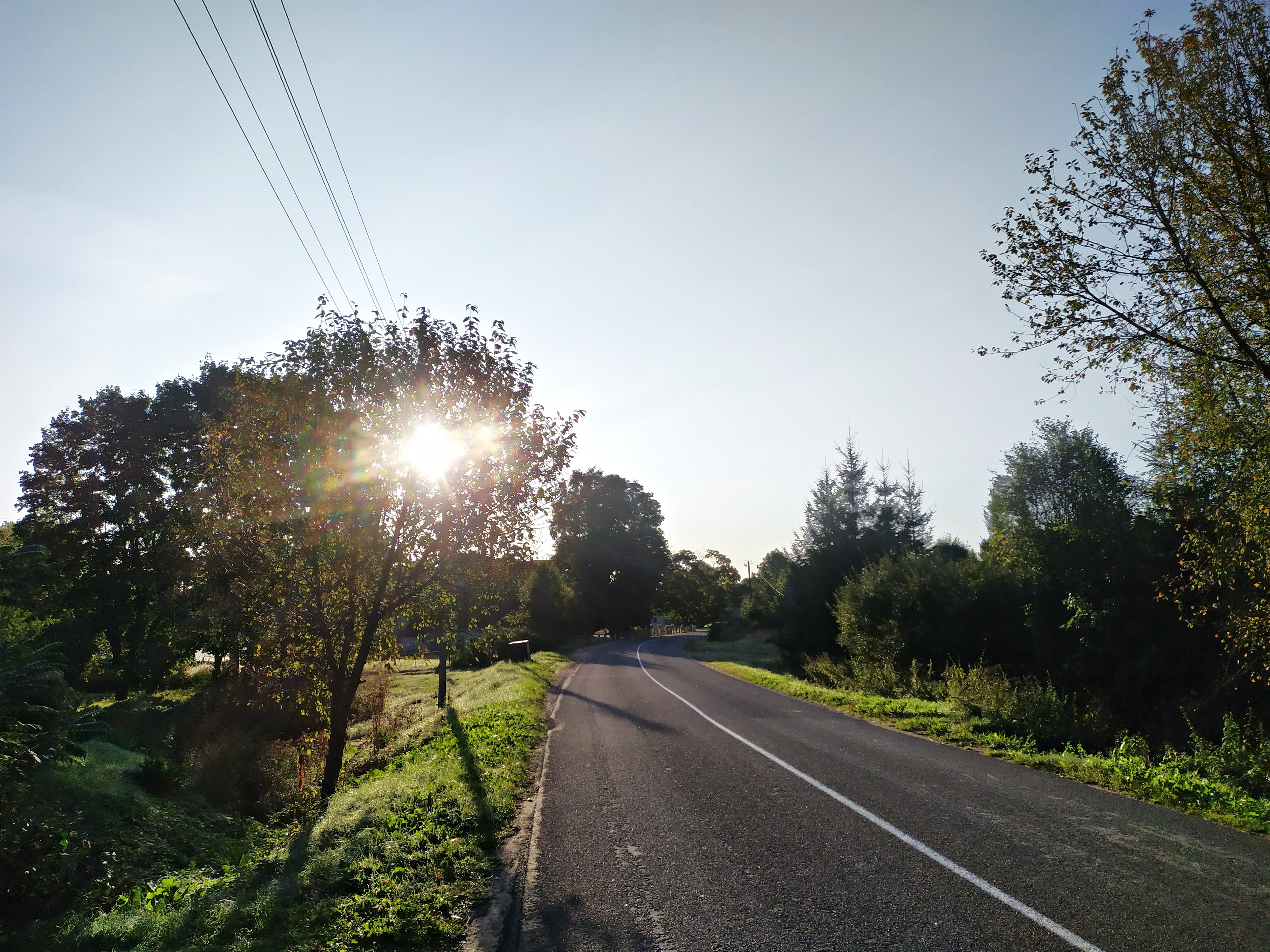
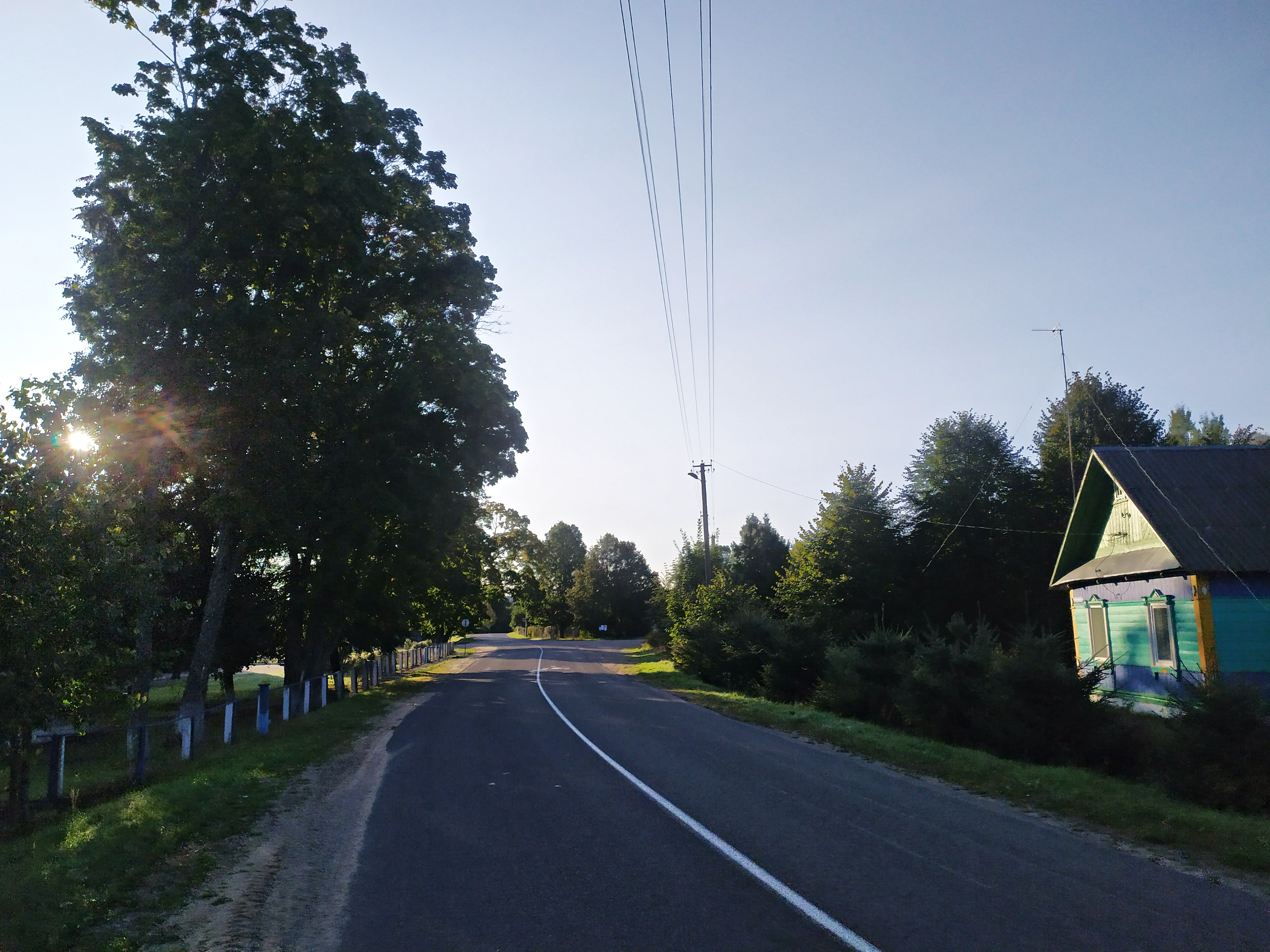
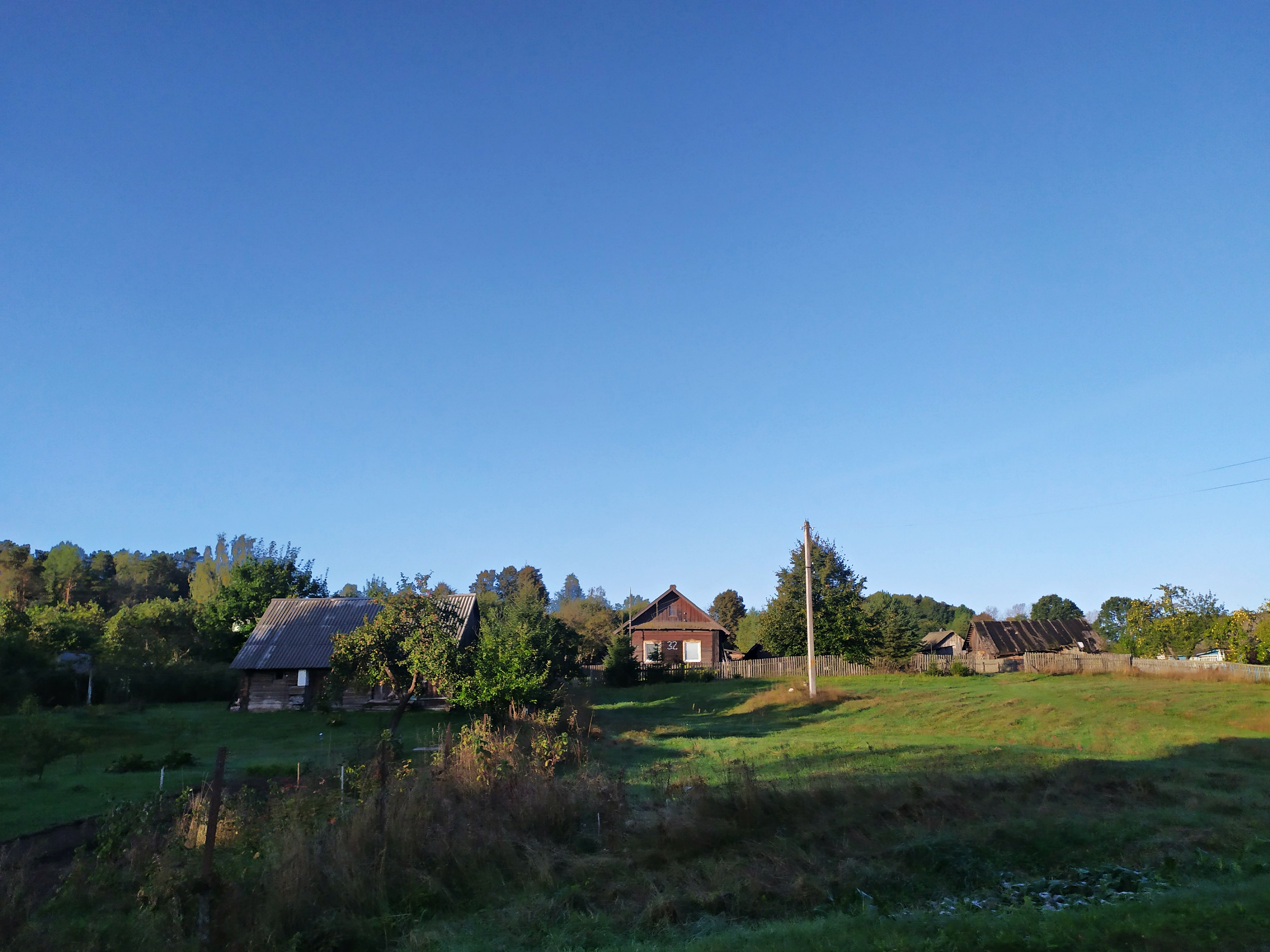
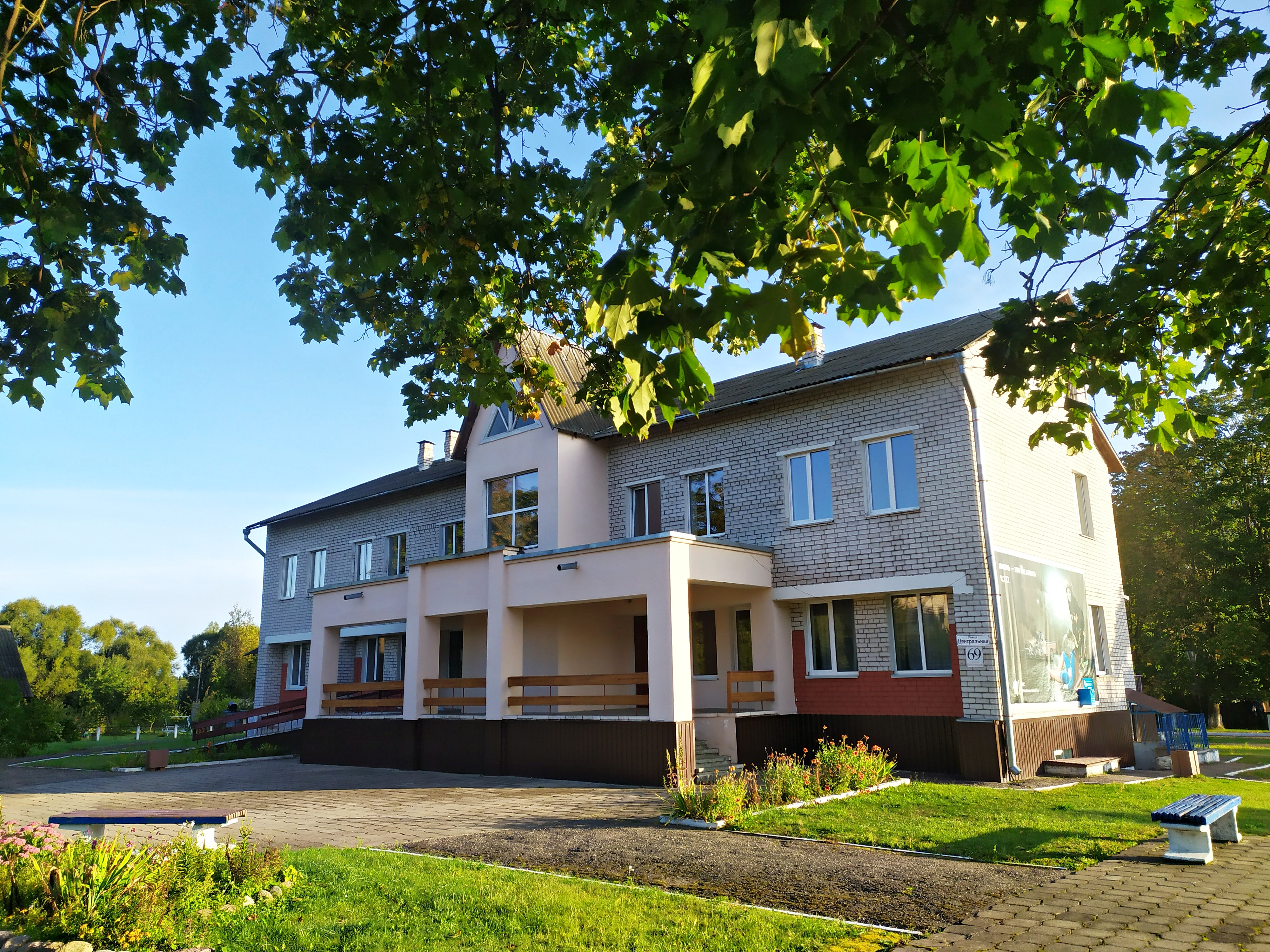
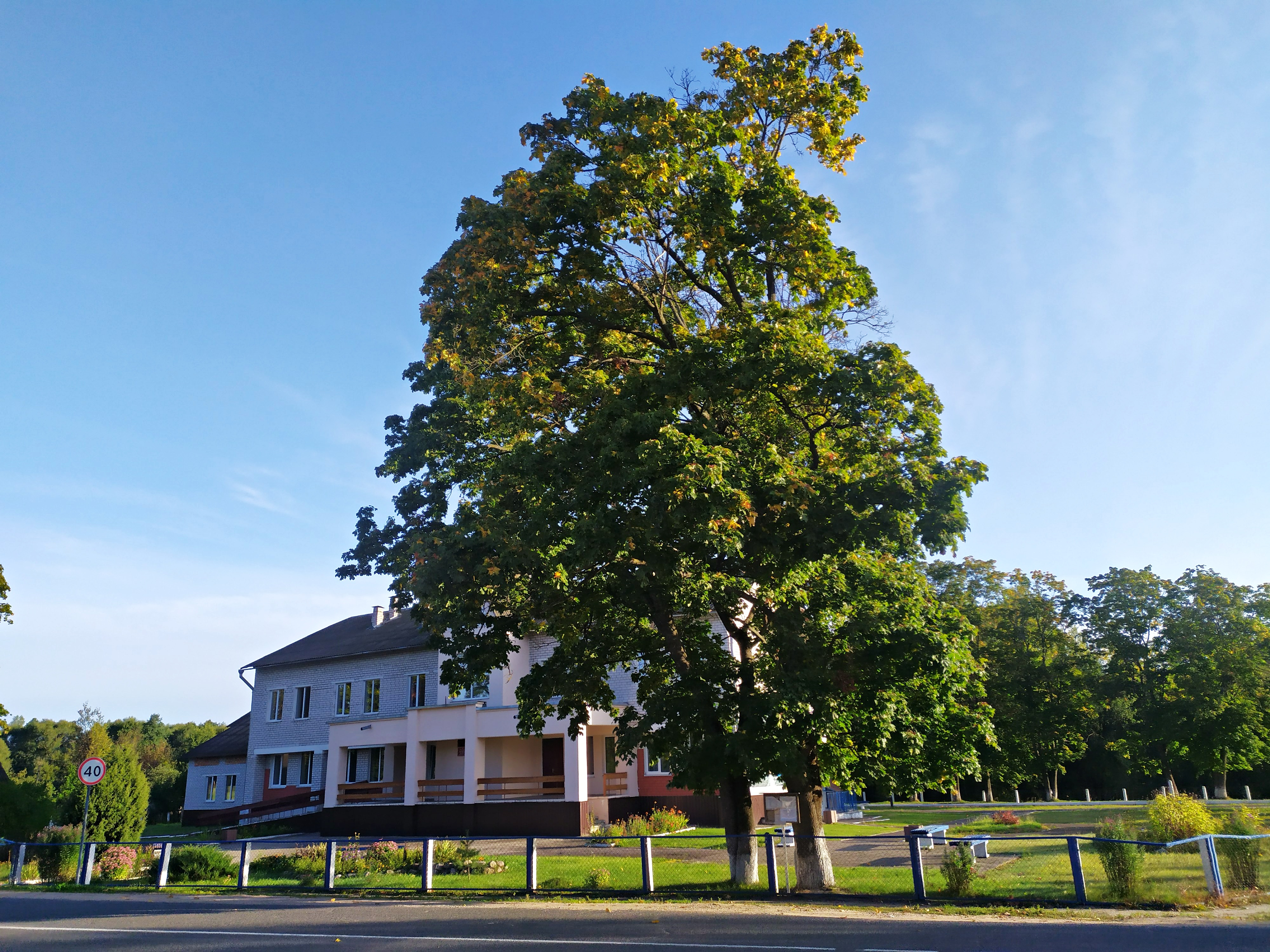
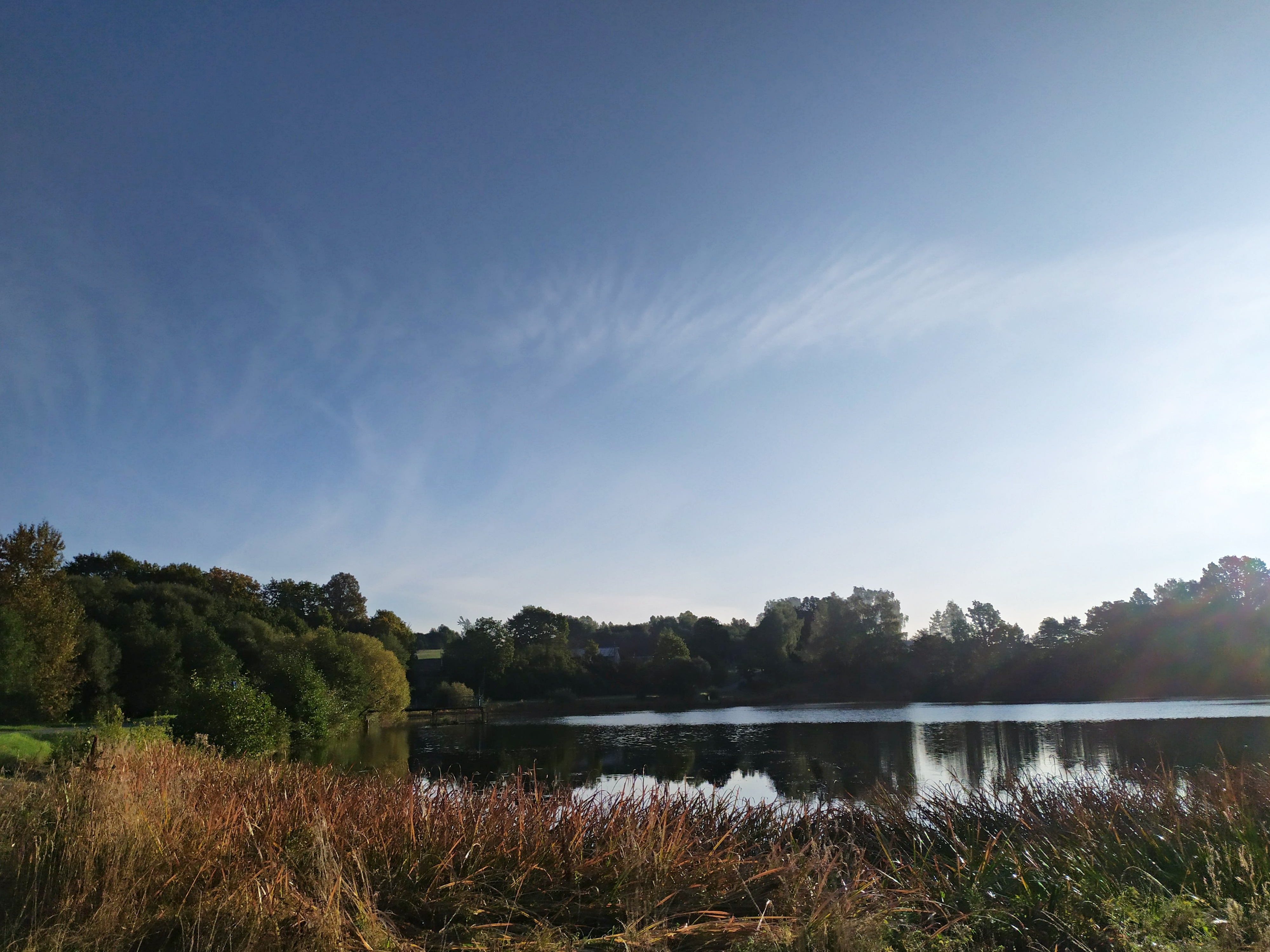
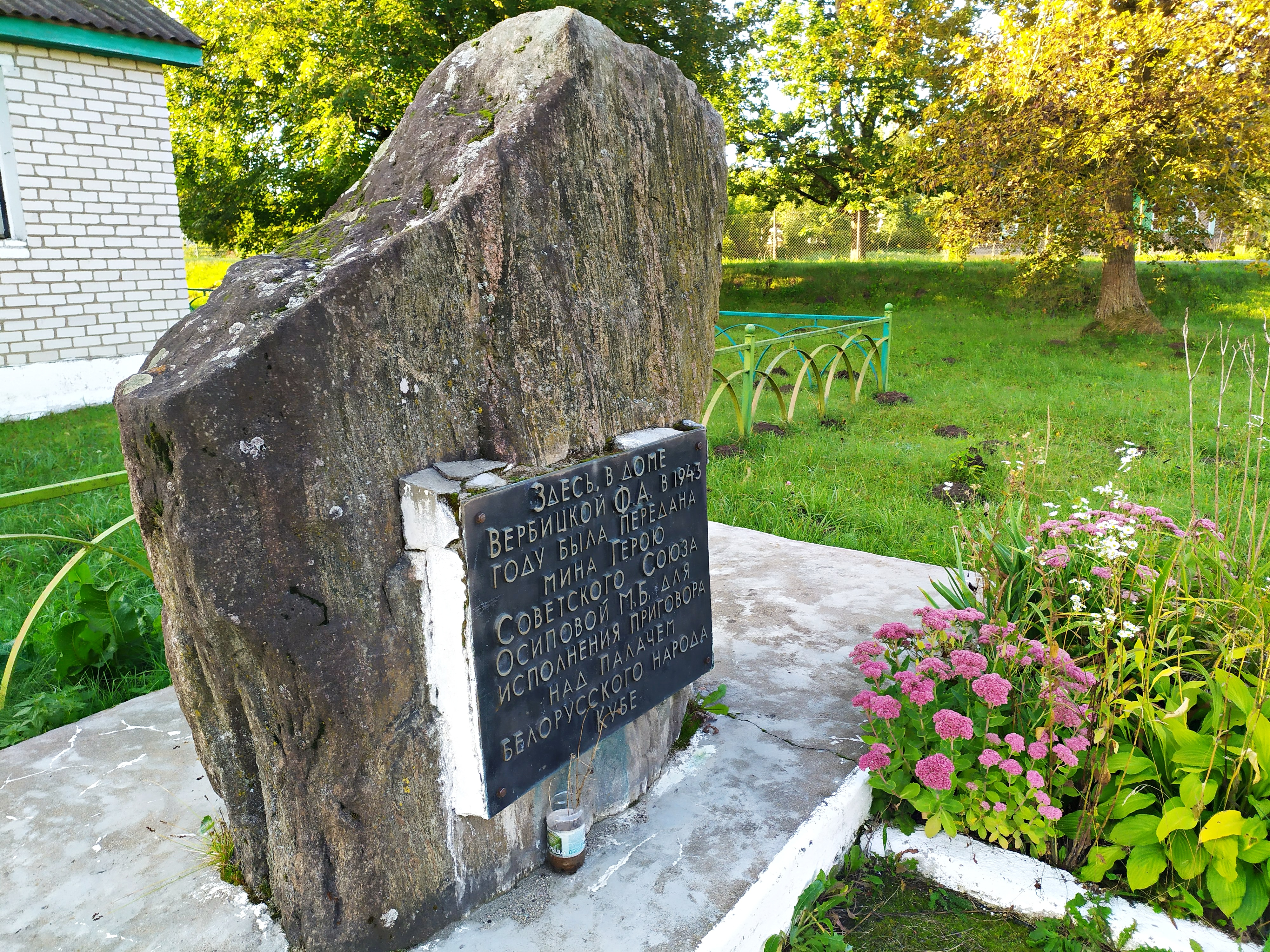
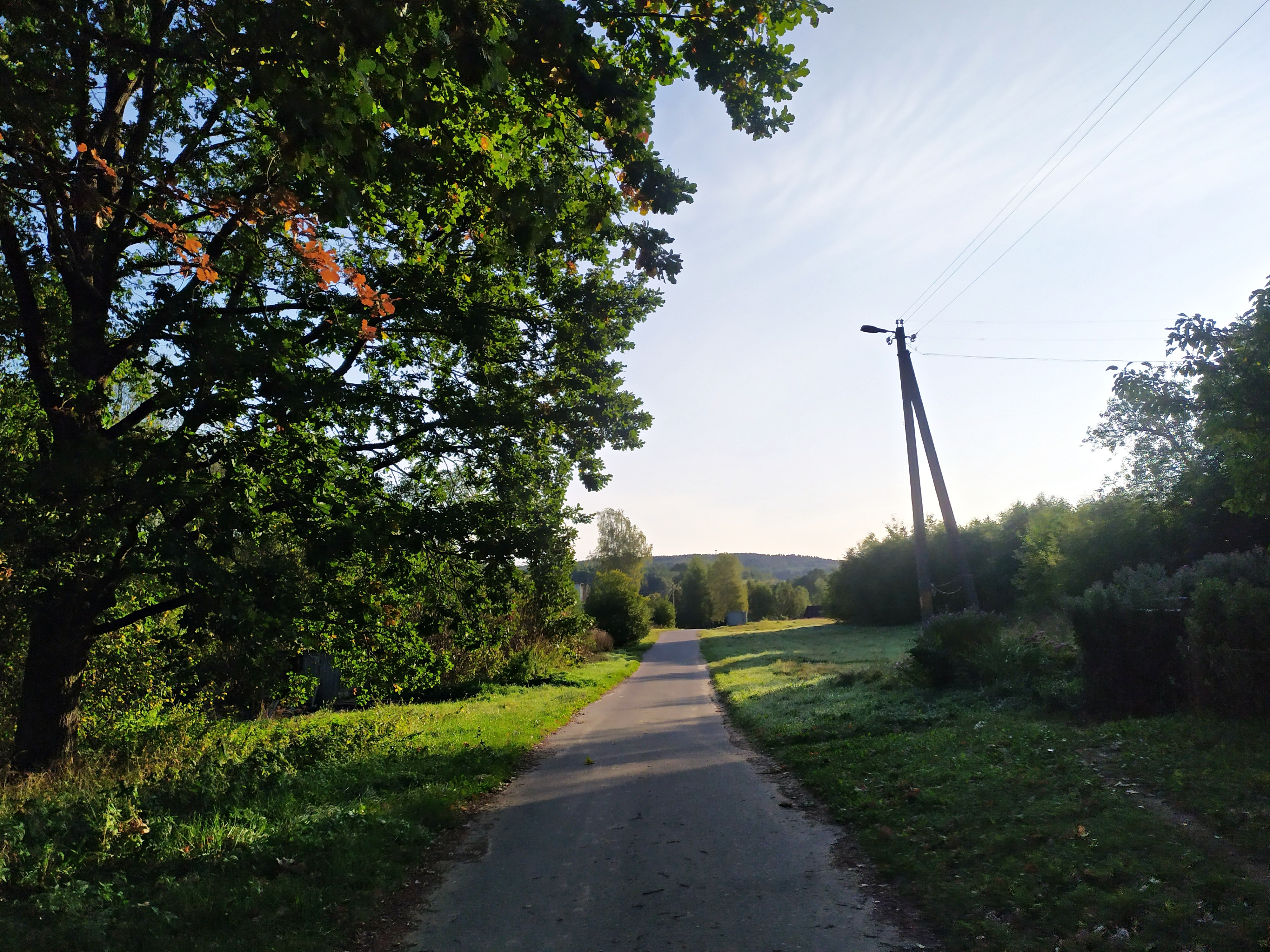

## Известные уроженцы, жители
- Данилевич, Анатолий Александрович — профессор, заведующий кафедрой уголовного процесса и прокурорского надзора БГУ.